# Carrer Major (la Pobla de Claramunt)
El Carrer Major és un vial al nucli de la Pobla de Claramunt (Anoia) del que s'han catalogat dos portals a l'Inventari del Patrimoni Arquitectònic de Catalunya, únic testimoni conservat a la Pobla de portals del segle xvii. Es tracta de dos portals de mig punt, adovellats, un d'ells, tapiat i portant la data de 1661. Les pedres de les dovelles són de turó.